# Henry Cuyler Bunner
Pour les articles homonymes, voir Bunner.
Henry Cuyler Bunner, né le 3 août 1855 à Oswego dans l'État de New York et mort le 11 mai 1896 à Nutley dans le New Jersey, est un écrivain américain.

## Biographie
Il fut rédacteur en chef du magazine Puck entre 1894 et 1897.

## Œuvres
- The Tower of Babel (1883)
- Airs from Arcady and Elsewhere (1884)
- The Midge (1886)
- The Story of a New York House, (1887)
- Short Sixes (1891)
- Zadoc Pine and Other Stories (1891)
- Made in France (1893)
- More Short Sixes (1894)
- Love in Old Clothes and Other Stories (1896)
- Jersey Street and Jersey Lane (1896)
- Poems (1896)